# Porites somaliensis
Porites somaliensis är en korallart som beskrevs av Gravier 1910. Porites somaliensis ingår i släktet Porites och familjen Poritidae. IUCN kategoriserar arten globalt som nära hotad.
Artens utbredningsområde är Indiska oceanen. Inga underarter finns listade i Catalogue of Life.